# 1-й Рабочий Посёлок
1-й Рабочий Посёлок — посёлок в Новомосковском административном округе Москвы (до 1 июля 2012 года был в составе Ленинского района Московской области). Входит в состав поселения Внуковское.

## Население
| 2002 | 2006 | 2010 |
| ---- | ---- | ---- |
| 9    | ↘7   | ↗8   |

## География
Посёлок расположен к югу от автодороги «Беларусь» (Минское шоссе), южнее города Одинцово, в 500 м к юго-западу от деревни Губкино.
Некоторые карты ошибочно указывают, что посёлок расположен возле железнодорожной станции Внуково.
Посёлок является протуберанцем поселения Внуковское, Новомосковского округа, и Москвы, соединён с основной территорией поселения просекой между 20-м и 21-м кварталами Баковского участкового лесничества Звенигородского лесничества. С остальных сторон окружён территорией Одинцовского муниципального района Московской области.